# Melanagromyza tetrae
Melanagromyza tetrae este o specie de muște din genul Melanagromyza, familia Agromyzidae, descrisă de Malloch în anul 1934. Conform Catalogue of Life specia Melanagromyza tetrae nu are subspecii cunoscute.